# شیه‌نیتسا (شهرستان مینسک)
شیه‌نیتسا (به لهستانی:  Siennica) یک روستا در لهستان است که در گمینا شننگتسا واقع شده‌است. شیه‌نیتسا ۲٬۶۰۰ نفر جمعیت دارد.